# Festival de Dança de Joinville
O Festival de Dança de Joinville  é um festival de dança que ocorre todos os anos no mês de julho na cidade de Joinville, Santa Catarina. Foi criado em 1983 pelo professor de balé Carlos Tafur e a artista plástica Albertina Tuma e atualmente é considerado, pelo Livro Guinness dos Recordes, como o maior evento no mundo em número de participantes - cerca de 4.500 bailarinos. Cada edição do festival dura em torno de duas semanas, geralmente nas duas últimas semanas de julho. Junto com o festival, vários outros eventos acontecem, como a Mostra de Dança Contemporânea (não competitiva), o Festival Meia Ponta (para crianças), a Feira da Sapatilha, o Encontro das Ruas, Rua da Dança, Palcos Abertos e Passarela da Dança.